# Курсики
Ку́рсики — село в Україні, у Козинській сільській громаді Дубенського району Рівненської області. Населення становить 109 осіб.

## Географія
Село розташоване на правому березі річки Пляшівки.

## Історія
У 1906 році село Крупецької волості Дубенського повіту Волинської губернії. Відстань від повітового міста 30 верст, від волості 18. Дворів 8, мешканців 67.
7 (20) листопада 1917 року, відповідно до Третього Універсалу Української Центральної Ради, увійшло до складу Української Народної Республіки.
Від 2016 року у складі Козинської сільської громади.
12 червня 2020 року, відповідно до розпорядження Кабінету Міністрів України № 722-р від «Про визначення адміністративних центрів та затвердження територій територіальних громад Рівненської області», увійшло до складу Козинської сільської громади Радивилівського району.
19 липня 2020 року, в результаті адміністративно-територіальної реформи та ліквідації Радивилівського району, село увійшло до складу Дубенського району.

## Відомі люди
- Кондрас Михайло Тихонович («Великан», «Міша») — командир куреня в УПА-Південь